# Onanisme

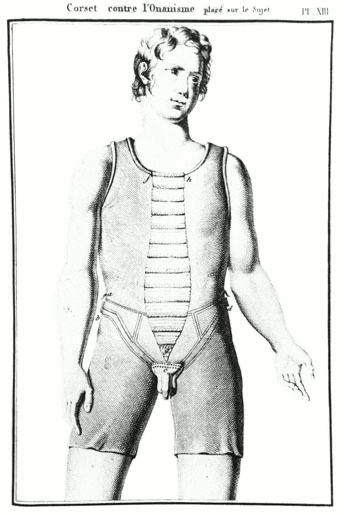
Corset contre l'onanisme, vers 1815.

En français, l'onanisme est l'ensemble regroupant les pratiques individuelles de masturbation. Le mot provient du crime d'Onan, personnage de la Genèse.

## Origine du terme
Le terme apparaît en anglais dans un pamphlet, publié anonymement vers 1712, Onania; or, The Heinous Sin of Self-Pollution, and all its Frightful Consequences in Both Sexes. Ce texte est aujourd'hui attribué à John Marten (1692–1737), un chirurgien britannique.
En français, il est utilisé pour la première fois en 1760 dans l'ouvrage du pasteur Dutoit-Membrini, L'Onanisme ou Discours philosophique et moral sur la luxure artificielle et sur tous les crimes relatifs. Puis le terme est repris en 1770 dans la 3e édition de l'ouvrage de Samuel-Auguste Tissot (1728-1797), L'Onanisme, essai sur les maladies produites par la masturbation. On sait aujourd'hui que la masturbation n'entraîne aucune maladie.
C'est donc à l'origine un terme religieux et moral, puis médical, permettant de désigner la pathologie associée à la masturbation. Il apparaît précisément au moment où cette pratique commence à être considérée comme un fléau social et nuisible à la santé.
La publication à la même période et chez le même éditeur, Grasset à Lausanne, de deux ouvrages religieux et médicaux montre la collusion qui existait à l'époque entre les deux domaines : le médical décrit les déviances et le religieux les condamne au nom de la morale.

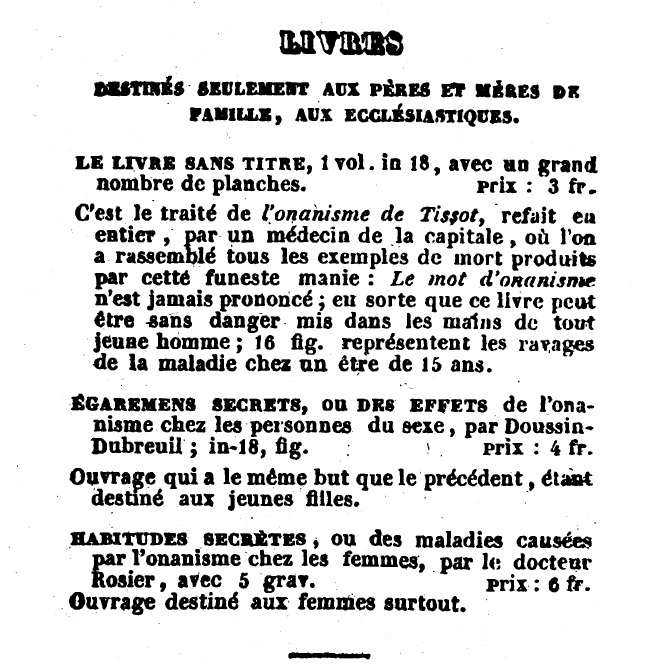
Publicité pour des livres destinés à lutter contre la masturbation en 1836.

C'est le début de deux siècles de persécutions sadiques[réf. nécessaire] (voir Condamnation et répression de la masturbation), qui ne prendront fin qu'au XXe siècle.

### L'allusion au péché d'Onan
Dans l'Ancien Testament, Onan est un personnage qui, refusant de féconder l'épouse de son défunt frère (comme la tradition l'exigeait), aurait préféré « laisser sa semence se perdre dans la terre » (Gn 38, 9-10). Il est clair que, quand John Marten utilise le mot onanisme, il fait allusion à ce récit.
Il y est dit que Er et Onan étaient les deux fils de Juda. Er mourut pour avoir été méchant. Le père voulut que son second fils Onan épousât la veuve, selon l'ancienne loi des Égyptiens et des Phéniciens, leurs voisins : cela s'appelait susciter des enfants à son frère. Le premier-né du second mariage porterait le nom du défunt et c'est ce qu'Onan ne voulait pas. Il haïssait la mémoire de son frère ; et pour ne point faire d'enfant qui portât le nom d'Er, il jeta sa semence à terre, enfreignant ainsi la loi du lévirat. Il fut puni de mort par Dieu.
Contrairement à l’interprétation traditionnelle, l’épisode concerne directement la loi du lévirat selon laquelle le frère devait donner une descendance à la femme de son frère si ce dernier venait à mourir, afin que les biens et la propriété pussent rester dans la famille (Ruth 4 et Jérémie 32). En effet, la famille et la propriété étaient des concepts extrêmement importants dans l’Israël ancien en raison de l’enracinement des fils d’Abraham en la promesse donnée par Dieu à ce dernier.
Ce passage de la Bible ne fait donc aucune référence directe à la masturbation, il n'y est par exemple pas dit qu'Onan n'a pas eu de relations sexuelles avec son épouse.

### Voltaire
Voltaire avoue sa perplexité sur ce point car ni la Genèse ni Dom Calmet, qui l'a doctement commentée, ne sont très explicites, mais il convient qu'« aujourd'hui ce qu'on appelle communément le péché d'Onan, c'est l'abus de soi-même avec le secours de la main, vice assez commun aux jeunes garçons, et même aux jeunes filles qui ont trop de tempérament. »
Dans la terminologie de l'Église catholique romaine, l'onanisme désigne par conséquent toute éjaculation en dehors du vagin. Il renvoie notamment au coït interrompu, un moyen faible de contraception, qui consiste à retirer le pénis du vagin avant l'éjaculation pour éviter la fécondation.

## Effets supposés, selon la littérature duXIXesiècle
À cette époque[pas clair], de nombreux médecins ont très lourdement stigmatisé l'onanisme, peut être sous l'effet du protestantisme, selon Elisabeth Ladenson qui note à propos de l'anti-onanisme : « ce n'est sûrement pas une coïncidence sans importance si tant de personnages majeurs de cette histoire sont soit suisses, soit anglais : le protestantisme semblerait avoir joué un rôle non négligeable dans tout cela ».
Dans l’Onanisme, Tissot dit que son objectif est moins « de convaincre par des raisons que d’effrayer par des exemples ». Parmi les terribles exemples de conséquences inévitables annoncées, figurent, selon les travaux de Jean Stengers Anne Van Neck sur la vague de peur de la masturbation qui a touché l'occident au xixe siècle : 
« Troubles du système cérébro spinal (...) : céphalagies, vertiges, congestion cérébrale, et de façon générale, ‘’toutes les maladies du cerveau et de la moelle épinière’’. Troubles nerveux : asthénie, mélancolie, hystérie, stupidité, imbécillité, aliénation mentale. Organes des sens et phonation : affaiblissement ou perte totale de la vue et de l’ouïe ; perte progressive de l’odorat et du goût ; troubles de la phonation. Système osseux : rachi- tisme, gibbosités, arrêt de la croissance, rhumatisme articulaire et goutte. Appareil musculaire et adipeux: amaigrissement, étiolement, paralysie. Système cardiovasculaire : palpitations, syncopes, lésions du cœur et des gros vaisseaux, rupture d’anévrisme. Système respiratoire : catarrhe chronique, phtisie, consomption tuberculeuse, scrofules. Système digestif : gastralgie rebelle, dyspepsie, coliques. Système génito-urinaire : spermatorrhée, prostatite, impuissance, stérilité. Et le pronostic final, pour le masturbateur inguérissable : la mort ».

## Représentations
L'onanisme a fait l'objet de nombreux travaux de la part des surréalistes dans leurs études freudiennes. Une des toiles les plus notables sur le sujet est Le Grand Masturbateur de Salvador Dalí.